# 1728 en musique classique
| \| • Retour à la chronologie générale de la musique classique • \| |
| Grèce • Rome • Haut Moyen Âge • VIIIe siècle • IXe siècle • Xe siècle • XIe siècle XIIe siècle • XIIIe siècle • XIVe siècle • XVe siècle • XVIe siècle • XVIIe siècle XVIIIe siècle • XIXe siècle • XXe siècle • XXIe siècle |
| • Retour à la chronologie générale de la musique classique • |

| Années en musique classique : 1725 - 1726 - 1727 - 1728 - 1729 - 1730 - 1731    |
| Décennies en musique classique : 1690 - 1700 - 1710 - 1720 - 1730 - 1740 - 1750 |

## Événements

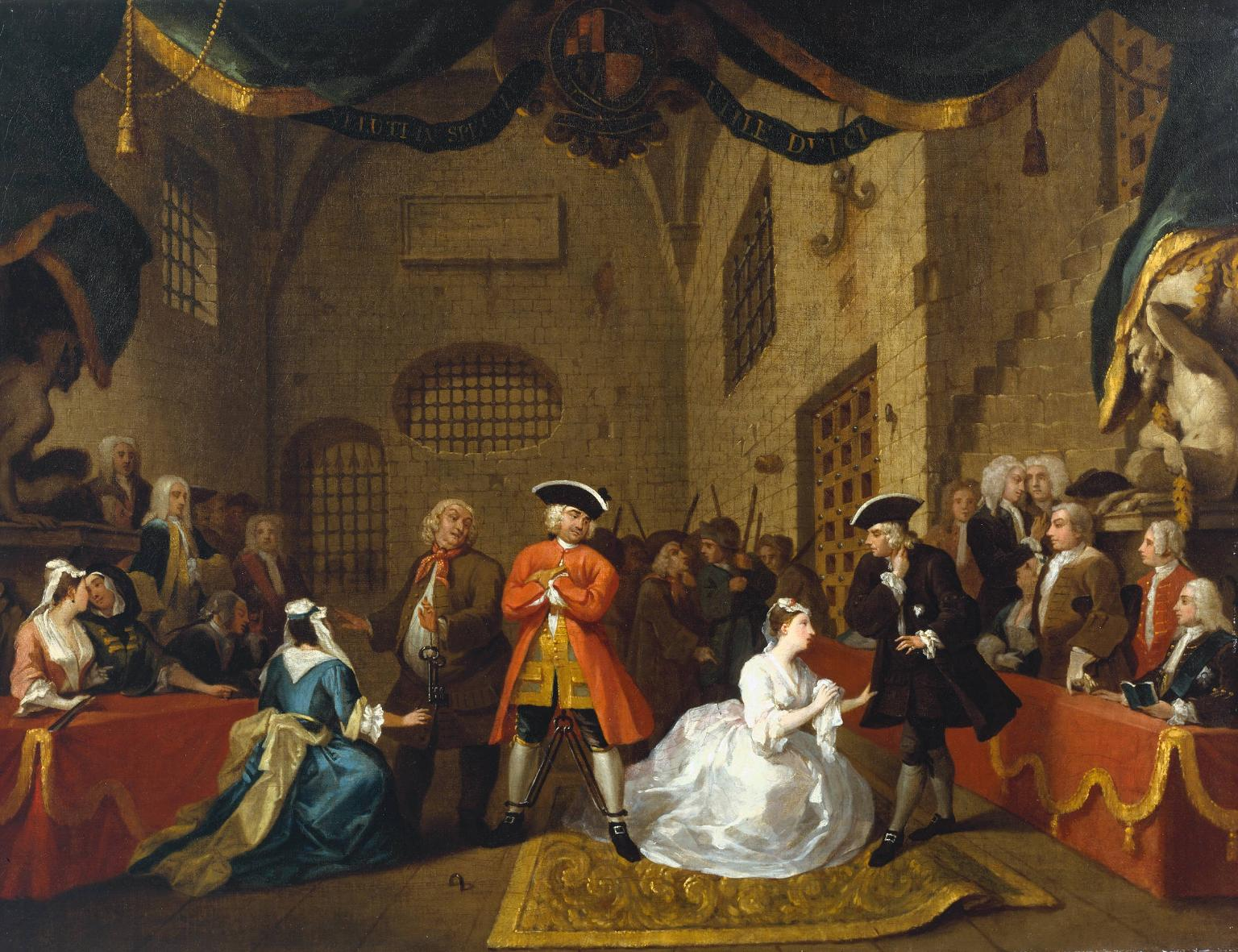
The Beggar's Opera, toile de William Hogarth, v. 1728

- 19 janvier : Catone in Utica, opéra de Leonardo Vinci, créé à Rome.
- 29 janvier : L'Opéra des gueux (The Beggar's Opera) de John Gay (musique de Johann Christoph Pepusch), créé à Londres.
- 17 février : Siroe, re di Persia, opéra de Georg Friedrich Haendel, créé à Londres.
- 30 avril : Tolomeo, opéra de Georg Friedrich Haendel, créé au King's Theatre à Londres.
- 26 mai : Miriways, opéra de Georg Philipp Telemann, créé à l'Oper am Gänsemarkt de Hambourg.
- 29 décembre : Atenaide, livret d'Apostolo Zeno, musique de Vivaldi, créé au Teatro della Pergola à Florence.
- Troisième livre de pièces de clavecin de Jean-Philippe Rameau.
- Pièces de viole, de François Couperin.
- Second livre de pièces pour clavecin, de Jean-François Dandrieu.
- Motets à voix seule avec symphonie, de Joseph Bodin de Boismortier.
- Diverses pièces pour flûte, de Joseph Bodin de Boismortier.
- Jean-Sébastien Bach compose les cantates :
  - Ehre sei Gott in der Höhe ;
  - Erwählte Pleißenstadt,
  - Gott ist unsre Zuversicht,
  - Gott, man lobet dich in der Stille (BWV 120),
  - Ich habe meine Zuversicht,
  - Man singet mit Freuden vom Sieg,
  - Meine Seele rühmt und preist,
  - Vergnügte Pleissenstadt.
- Le compositeur et théoricien de la musique allemand, Johann David Heinichen publie son traité Der Generalbass in der Composition, et donne la forme actuelle au cycle des quintes, qu'avait tracé le compositeur et théoricien musical ukrainien Nikolaï Diletsky, dans son traité musical « Idea grammatikii musikiyskoy », publié à Moscou  en 1679[1].

## Naissances

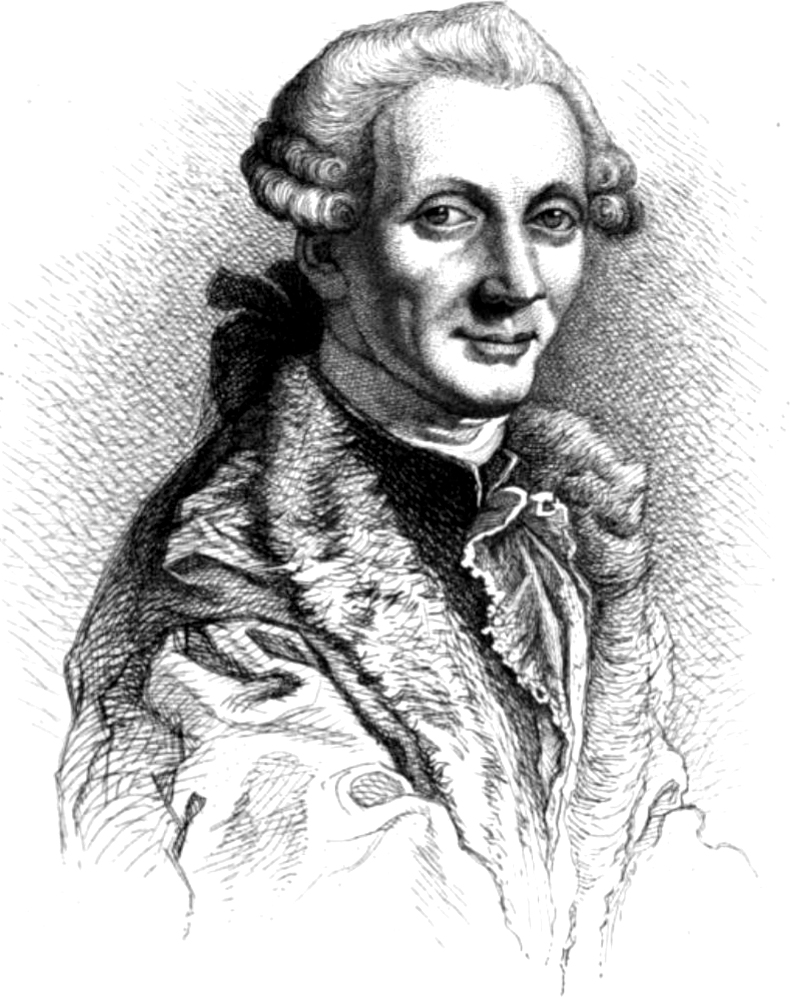
Niccolò Vito Piccinni

- 17 janvier : Johann Gottfried Müthel, compositeur, claveciniste et organiste allemand († 14 juillet 1788).
- 16 février : Gaetano Guadagni, castrat italien († 11 octobre 1792).
- 24 février : Franz Joseph Aumann, compositeur autrichien († 30 mars 1797).
- 22 mars : Giacomo Insanguine, compositeur italien et organiste († 1er février 1795).
- 2 avril : Franz Aspelmayr, compositeur et violoniste autrichien († 29 juillet 1786).
- 11 mai : Pierre Gaviniès, violoniste et compositeur français († 8 septembre 1800).
- 16 mai : Johann Andreas Stein, facteur allemand d'instruments à clavier († 29 février 1792).
- 16 juin : Niccolò Vito Piccinni, compositeur italien († 7 mai 1800).
- 29 novembre : Jean-Paul-André Razins de Saint-Marc, dramaturge et librettiste français († 11 septembre 1818).
- 9 décembre : Pietro Guglielmi, compositeur italien († 19 novembre 1804).
- 25 décembre : Johann Adam Hiller, compositeur, chef d'orchestre et écrivain allemand († 16 juin 1804).

## Décès

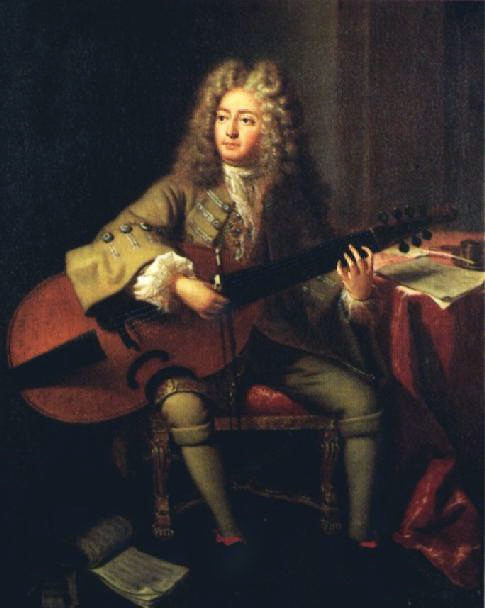
Marin Marais

- 27 janvier : François Duval, violoniste et compositeur français (° 1662).
- 12 février : Agostino Steffani, compositeur, diplomate et évêque auxiliaire italien (° 25 juillet 1654).
- 30 mai : Marguerite-Louise Couperin, soprano et claveciniste française (° vers 1676).
- 15 août : Marin Marais, compositeur français (° 31 mai 1656).
- 31 août : Jean-François Lalouette, compositeur français (° 1651).
- 8 octobre :
  - Anne Danican Philidor, musicien français (° 11 avril 1681).
  - Marthe Le Rochois, cantatrice française (° 1650).

Date indéterminée
- Carlo Sigismondo Capece, dramaturge et librettiste italien (° 1652).
- Gaetano Greco, compositeur italien.